# 白象岩
白象岩位于广西壮族自治区柳州市鹿寨县中渡镇。属喀斯特地貌石灰岩溶洞，长约500米，岩分3层：底层叫观音岩，高20余米，宽约15米；中岩，也叫龙盘岩；上层为白象岩。巨大的榕树根，穿过岩石伸入到观音岩内。被称为黑龙盘壁。南宋嘉定年间(1208年～1224年)广南西路转运判官方信孺在壁顶题写了“白象岩”。现存摩崖石刻40余幅。高岩山摩崖石刻为自治区级重点文物保护单位。